# مدل هشت به چهارده
مدل هشت به چهارده(ای‌اِف‌اِم) نوعی از کدگذاری است که توسط لوح‌های فشرده مورد استفاده قرار می‌گیرد. ای‌اِف‌اِم و ای‌اِف‌اِم‌پلاس هر دو توسط کیس شوامر ایمینیک اختراع شده.

## چگونه کار می‌کند؟
طبق قانون ای‌اِف‌اِم تمامی اطلاعات ذخیره شده ابتدا به بلاک‌های ۸ بیتی شکسته می‌شوند (۱ بایت)؛ سپس هرکدام از این بلاک‌های ۸ بیتی طبق جدول جستجو به بلاک‌های ۱۴ بیتی معادل خود ترجمه می‌شوند.
این بلاک‌های ۱۴ بیتی با استفاده از قانون  NRZI  درست می‌شوند، این قانون تعیین می‌کند که بین هر دو ۱ می‌تواند حداقل ۲ صفر و حداکثر ۱۰ صفر قرار بگیرد.